# Heterospilus brullei
Heterospilus brullei (лат.) — вид наездников рода Heterospilus из подсемейства Doryctinae семейства бракониды (Braconidae). Встречаются в Центральной Америке: эндемик Коста-Рики.

## Описание
Мелкие перепончатокрылые насекомые, длина 3,5 мм. Голова и грудь тёмно-коричневые (лицо светло-коричневое); ноги и скапус жёлтые (скапус с коричневой латеральной продольной полоски), флагеллум коричневый с апикальным белыми флагелломерами (кроме коричневых 3-5-го). Метасомальные 1-4-й тергиты коричневые или чёрные, 6-й тергит  жёлтый. Вертекс и лоб поперечно бороздчатые; 4-7-й метасомальные тергиты и скутеллюм гладкие. Лицо и мезоплеврон гладкий. Маларное пространство примерно равно 0,25 от высоты глаза. Жгутик из 32 сегментов. Расстояние между оцеллием и сложным глазом равно примерно 2-кратному диаметру бокового оцеллия. Яйцеклад равен длине брюшка. В переднем крыле развита радиомедиальная жилка. Передняя голень с единственным рядом коротких шипиков вдоль переднего края. На задних тазиках ног есть отчётливый антеровентральный базальный выступ, вертекс головы сбоку у глаз нерезко угловатый. Предположительно, как и другие виды рода Heterospilus, паразитируют на жуках или бабочках. Вид был впервые описан в 2013 году американским гименоптерологом Полом Маршем (Paul M. Marsh; Норт-Ньютон, Канзас, США) с группой американских коллег-энтомологов (Wild Alexander L., Whitfield James B.; Иллинойсский университет в Урбане-Шампейне, Эрбана, Иллинойс, США) и назван в честь крупного французского энтомолога, специалиста по наездникам-браконидам Гаспара Августа Брюлле (A. Brullé, 1809-1873), описавшего в 1800-х годах новые таксоны этих насекомых. От близких видов Heterospilus brullei отличается частичной гладкими и блестящими мезоскутальными долями, бороздчатой поверхностью проподеума, а также жилкованием крыльев (жилка r переднего крыла короче, чем жилка 3RSa; в заднем крыле присутствует жилка SC+R, а жилка M+CU короче жилки 1M).